# Julija Abakumowska
Julija Dmitrijewna Abakumowska, ros. Юлия Дмитриевна Абакумовская (ur. 3 maja 1942) – śpiewaczka mezzosopranowa. Zasłużona Artystka RFSRR (1981).
Absolwentkа GITIS w 1967. W latach 1970–1991 była solistką Moskiewskiego Akademickiego Teatru Muzycznego im. Stanisławskiego i Niemirowicza-Danczenko. Od 1991 występowała w moskiewskim teatrze „Nowa Opera” .